# صیقلده
صیقلده، روستایی از توابع بخش خورگام شهرستان رودبار در استان گیلان ایران است.

## جمعیت
این روستا در دهستان خورگام قرار دارد و براساس سرشماری مرکز آمار ایران در سال ۱۳۸۵، جمعیت آن ۱۱۳ نفر (۴۱خانوار) بوده‌است.

## زبان
اهالی روستای صیقلده به زبان زیبای کرمانجی صحبت می کنند.